# Бонч-Осмоловская, Ирина Анатольевна
Ири́на (Ре́на) Анато́льевна Бонч-Осмоло́вская (9 [21] сентября 1882 — 30 декабря 1941) — российская революционерка, хирург. Представительница рода Бонч-Осмоловских.

## Биография
Родилась 21 сентября 1882 года в имении Блонь Игуменского уезда Минской губернии (ныне — Пуховичского района Минской области Белоруссии) в дворянской семье.
- Отец, Анатолий Осипович Бонч-Осмоловский (1857—1930), помещик, революционер-народник, член организаций «Земля и воля» и «Чёрный передел», член ЦК партии социалистов-революционеров.
- Мать, Варвара Ивановна, урождённая Ваховская (1855—1929), революционерка, народница.
- Братья:
  - Иван Анатольевич Бонч-Осмоловский, общественно-политический деятель, юрист.
  - Родион Анатольевич Бонч-Осмоловский, общественно-политический деятель, экономист.
  - Глеб Анатольевич Бонч-Осмоловский, археолог, антрополог.

Детство Ирины прошло в имении Блонь, здесь она окончила школу для деревенских детей, которую построил её отец и в которой учились её братья, затем в гимназии в Санкт-Петербурге. Вслед затем поступила в Санкт-Петербургский женский медицинский институт.

### Революционная и общественная деятельность
В революционную деятельность она была вовлечена отцом, матерью и братьями ещё в имении Блонь, выполняя разного рода поручения. Делу революционной борьбы Бонч-Осмоловская посвятила первую половину своей жизни. В имении Блонь была создана уникальная на тот момент социалистическая крестьянская коммуна: в неё было объединено около десятка крестьянских артелей, безвозмездно получивших от своих хозяев Бонч-Осмоловских земли и необходимый инвентарь; в этой коммуне Бонч-Осмоловская вела пропаганду среди крестьян, породившую в результате ряд активных революционеров.
В 1897—1898 годах из-за неурожаев в 18 губерниях Востока и Юго-Востока России начался голод, охвативший 27 миллионов человек. Народники Бонч-Осмоловские во время голода не могли оставаться безучастными, Анатолий Осипович с женой Варварой взяли от своего хозяйства несколько сот рублей, вагон ржи, собрали у соседей несколько пудов сала и круп, и Варвара вдвоём с Ириной поехали на Волгу организовывать столовые, кормить голодающих (сама Бонч-Осмоловская впоследствии умерла от голода в блокадном Ленинграде). По дороге остановились в Москве, Самаре, знакомились с деятелями по организации помощи голодающим. Их направили в село Макиевку Самарской губернии. Взятых с собой денег не хватало, но помогли и организации, и частные лица. В организаторах столовых был большой недостаток — и их личное участие оказалось очень полезным. Кроме двух столовых в Макиевке, они основали ещё третью и смогли довести свои столовые до нового урожая.
По возвращении Бонч-Осмоловская снова окунулась в революционную борьбу, в 1899 году стала членом РСДРП. Ей было 17 лет, она училась на первом курсе медицинского института. Все члены семьи занимались политикой, революцией, но состояли в разных политических партиях. Как писали историки и свидетели, из всех членов семьи кто-то постоянно был под следствием, в тюрьме или в ссылке. Иногда — все одновременно. Исследователи разрабатывали тему участия Ирины, Ивана и Родиона — детей народовольца А. О. Бонч-Осмоловского — из-за родства с ним, но важен сам факт интереса исследователей.
1 марта 1901 года Бонч-Осмоловская участвовала в манифестации у Казанского собора в Санкт-Петербурге, где получила ранение головы. Брат Ирины Родион писал:

На студенческой демонстрации вместе с другими демонстрантами была арестована сестра. Она, вопреки нашему общему уговору не принимать непосредственного участия в самой демонстрации, проникла в самый центр демонстрирующей толпы и разделила с ней свою участь.
За участие в демонстрации Бонч-Осмоловская была арестована и выслана под надзор полиции в Блонь, а затем за противоправную деятельность вместе с отцом и братом была сослана на 5 лет под гласный надзор в Степное генерал-губернаторство, 2 мая 1902 г. водворена в Усть-каменогорске Семипалатинской области (Восточный Казахстан). Далее отбывала ссылку сначала в Уфе, затем в Белебее Уфимской губернии. Вошла в Уральский Союз социал-демократов и социал-революционеров.
После освобождения по амнистии в 1904 году Бонч-Осмоловская выехала за границу, где участвовала в работе социал-демократической партии. Вернулась в Блонь в 1905 году и вновь приняла участие в революционной работе, находясь под тайным надзором полиции.
Во время Первой русской революции 1905 года Бонч-Осмоловская участвовала в знаковом событии — она сражалась на баррикадах Красной Пресни в Москве в группе эсера М. Соколова по кличке «Медведь». Историк А. А. Воробьёв писал:

Наибольшее сопротивление царским войскам в Москве оказали боевые дружины эсеровской партии, в составе которой к тому времени уже состояли А. О. Бонч-Осмоловский, его жена и дети (Ирина, Родион и Иван).
Участие в революционной борьбе требовало полной самоотдачи и личных жертв. До 26 лет Бонч-Осмоловская не имела возможности окончить университетский курс образования. Как заметил её старший брат Иван:

Люди обрекали себя революции и личное счастье не ценили.
Известный в начале XX века писатель Е. Чириков, подолгу проживавший в имении Блонь, по впечатлениям об этой революционной семье написал повесть «Мятежники».

### Врач-хирург
С 1908 года, после большого перерыва на революционную борьбу, Бонч-Осмоловская продолжила учёбу в Медицинском институте. В 1914 году она решила уехать дальше от столицы, чтобы посвятить себя лечению простых людей, сохраняя идеалы народников и эсеров.
Но судьба сложилась иначе — 14 октября 1915 г. Бонч-Осмоловская получила от председателя Медицинской испытательной комиссии при Женском медицинском институте Петрограда свидетельство № 22 о присвоении ей звания лекаря и уехала хирургом на фронт Первой мировой войны. Важен вклад Ирины Анатольевны в медицину в качестве врача: в течение 1915—1917 годов она была в числе первых в истории России женщин-хирургов на действующем фронте.
Её опыт интенсивной хирургии был оценен во время войны. С 1917 года Бонч-Осмоловская хирург, а в 1923 году — ассистент в Белорусском государственном медицинском институте. Одновременно, в 1924—1926 годах она стала экспертом-врачом в Минском бюро врачебной экспертизы.
В 1929 году состоялся Первый Всебелорусский съезд хирургов, гинекологов и акушеров. Ирине Анатольевне было предложена честь выступить на нём с докладом. В 1932 году она получила должность доцента кафедры госпитальной хирургии Медицинского факультета Белорусского государственного университета — став одним из двух первых доцентов в истории института.
Бонч-Осмоловская — автор научных трудов по хирургии. Её инновации были оценены и использованы — вплоть до 2014 года ссылаются на её научные работы, проведённые в 1930-е годы.
После первого ареста в 1930 году брата Родиона (с 1925 года он был председателем сельскохозяйственной секции Госплана БССР и членом президиума Государственной плановой комиссии при СНК БССР, в 1938 году вновь арестован и убит на допросе), Бонч-Осмоловская уехала из Минска в Ленинград. В то же время посадили её сына, Игоря, в числе 38 студентов Ленинградского университета, которые читали в кружке любителей поэзии запрещённые в то время стихи Маяковского и Есенина. Осенью 1933 года был арестован её младший брат Глеб.
С 1933 года и до Великой Отечественной войны И. А. Бонч-Осмоловская работала хирургом в Ленинграде. В это время она перенесла инсульт и быстро умерла от голода во время блокады Ленинграда 30 декабря 1941 года.

## Семья
- Муж — Сергей Карлович Вржосек (1867—1957), адвокат, литератор.
- Сын — Игорь Сергеевич Бонч-Осмоловский (1912—1967). Родился в Санкт-Петербурге. В 1930-х — студент геолого-почвенного факультета Ленинградского государственного университета. В 1932 — арестован, приговорён к 3 годам ИТЛ и направлен в Бамлаг, где работал геологом на изысканиях трассы БАМ[24]. С. М. Голицын упоминает о встрече с И. С. Бонч-Осмоловским в своих мемуарах «Записки уцелевшего»[25]. В 1935 году после освобождения, в связи с поражением в правах, И. С. Бонч-Осмоловский поселился в Старой Руссе под Ленинградом, работал геологом-изыскателем, гидрогеологом на строительстве каналов и гидроэлектростанций. Скончался в 1967 году.
- Дочь — Кира Сергеевна Бонч-Осмоловская (1914—1975). Родилась в Санкт-Петербурге. Окончила химический факультет Ленинградского государственного университета. Похоронив маму, Ирину Анатольевну, и няню во время блокады, Кира сразу ушла на фронт[6]. Как химик и старший лейтенант санитарно-эпидемиологической службы, она шла перед войсками и проверяла воду и продукты на предмет отравленности или заражения опасными заболеваниями. Однажды с ней «играл» немецкий снайпер. В одиночку, уйдя далеко вглубь за линию фронта, Кира Сергеевна брала воду из колодца на пробу, чтобы дать информацию войскам о качестве воды, и в этот момент снайпер начал стрелять в неё: то около её головы — в журавль колодца, то ей в ноги — в колодезный сруб. Видимо промахнувшись, он попал разрывной пулей ей в палец ноги. С раздробленным пальцем Кира Сергеевна на одной ноге добиралась несколько километров до своего подразделения. Была замужем за Николаем Морицовичем Соломоновым (23.01.1908[26]—1978), сыном управляющего имением Бонч-Осмоловских Блонь. Прошёл Финскую и Великую Отечественную войны. В последней был начальником штаба артиллерийского дивизиона. В 1949 году был арестован по доносу. Приговор 25 лет ИТЛ в связи с отменой смертной казни[27]. До 1953 года работал в «шарашке» на Соколе, в Москве, на проектировании зенитных ракет. По рассказам Николая Морицовича, в «шарашке» прекрасно одевали, кормили, причём заключённые сами заказывали себе еду. После «шарашки» Николай Морицович был отправлен на два года в лагерь на Урал. Освобождён досрочно в 1956 году, через три года после смерти Сталина. Затем научный сотрудник, кандидат физико-математических наук.